# Matías Borgogno
Matías Nahuel Borgogno (San Francisco, Córdoba, Argentina; 21 de agosto de 1998) es un futbolista argentino. Juega de Arquero y  actualmente es el capitán del Club Atlético San Martín de San Juan de la Liga Profesional Argentina.Fue reconocido por su labor futbolístico en su ciudad natal San Francisco cómo el deportista del año 2024.

## Trayectoria
Empezó su carrera jugando al baby fútbol en el Club Atlético Belgrano de San Francisco. Posteriormente pasó a Sportivo Belgrano, club del cual es hincha.
Ingresó a las divisiones inferiores de Vélez en el año 2012. Llegó a ser arquero titular y capitán de la reserva. A mediados de 2018, firma su primer contrato como profesional que lo vincula con el club hasta 2021.
En enero de 2023 fue cedido a San Martín de San Juan hasta fin de año.
A finales de 2024 consigue con el equipo el ascenso a Primera División de Argentina.
Es considerado unos de los máximos ídolos de la institución verdinegra, poseyendo el récord de la valla menos vencida de la institución. Siendo un jugador fundamental en el ascenso del 2024 , ya en primera división posee la capitanía del conjunto de concepción.

## Estadísticas
Actualizado de acuerdo al último partido jugado el 13 de mayo de 2025.
| Club | Div.          | Temporada     | Liga  | Liga  | Liga  | Copas nacionales | Copas nacionales | Copas nacionales | Torneos internacionales | Torneos internacionales | Torneos internacionales | Total | Total | Total |
| Club | Div.          | Temporada     | Part. | G. R. | V. I. | Part.            | G. R.            | V. I.            | Part.                   | G. R.                   | V. I.                   | Part. | G. R. | V. I. |
| --- | ------------- | ------------- | ----- | ----- | ----- | ---------------- | ---------------- | ---------------- | ----------------------- | ----------------------- | ----------------------- | ----- | ----- | ----- |
| San Martín (SJ) Argentina | 2.ª           | 2024          | 40    | 18    | 21    | 3                | —                | —                | -                       | -                       | -                       |       |       |       |
| San Martín (SJ) Argentina | 1.ª           | 2025          | 19    | 18    | 5     | 0                | —                | —                | -                       | -                       | -                       |       |       |       |
| San Martín (SJ) Argentina | Total         | Total         | 46    | 6     | 3     | 0                | 0                | 0                | 0                       | 0                       | 0.12                    |       |       |       |
| Total carrera | Total carrera | Total carrera | 60    | 43    | 0     | 0                | 0                | 0                | 0                       | 0                       | 0.18                    |       |       |       |
| (1)Incluye datos de la Copa Argentina,a la Copa de la Liga Profesional y a la Primera B Nacional. (2)Incluye datos de la Copa Libertadores y a la Copa Sudamericana. (3)Media de goles por encuentro. No incluye goles en partidos amistosos. |               |               |       |       |       |                  |                  |                  |                         |                         |                         |       |       |       |

## Clubes
| Club                       | País      | Año       |
| -------------------------- | --------- | --------- |
| Vélez Sarsfield            | Argentina | 2018-2023 |
| → San Martín (SJ) (cedido) | Argentina | 2023      |
| San Martín (SJ)            | Argentina | 2024-Act. |

### Otros logros
| Logro                      | Equipo                 | País      | Año  |
| -------------------------- | ---------------------- | --------- | ---- |
| Ascenso a Primera División | San Martín de San Juan | Argentina | 2024 |